# 大洋街道 (盐城市)
大洋街道，是中华人民共和国江苏省盐城市亭湖区下辖的一个乡镇级行政单位。

## 行政区划
大洋街道下辖以下地区：
海悦社区、通榆北村社区、盐海社区、毓龙公园社区、东升新村社区、育才社区、大洋村和大星村。